# سنت ماریا دلا سلوته
سنت ماریا دلا سلوته یک کلیسا کاتولیک واقع در ونیز، ایتالیا می‌باشد؛ و ۱۶۸۷ به پایان رسید که این بنا به سبک معماری باروک طراحی شده‌است.

## نگارخانه

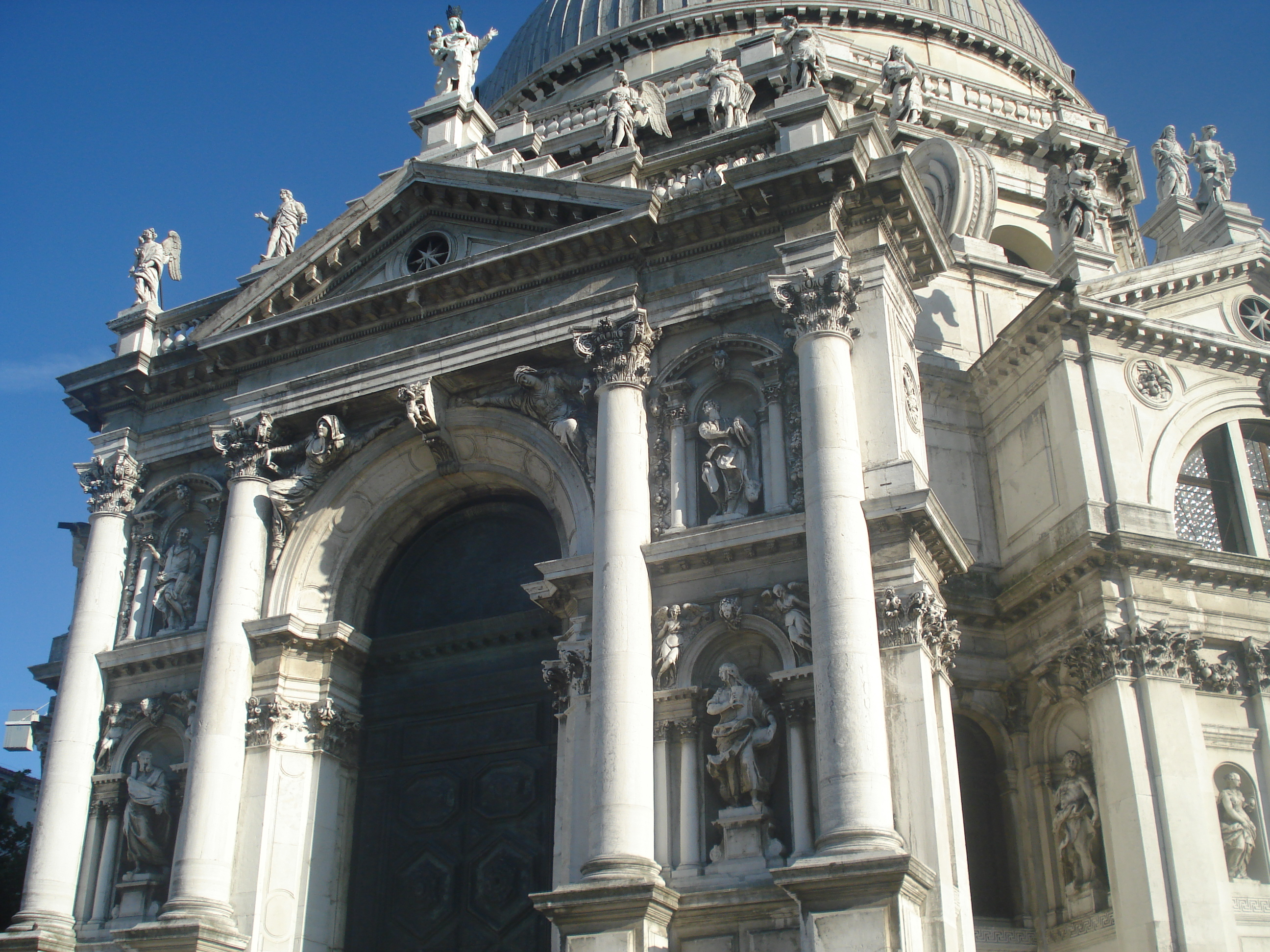
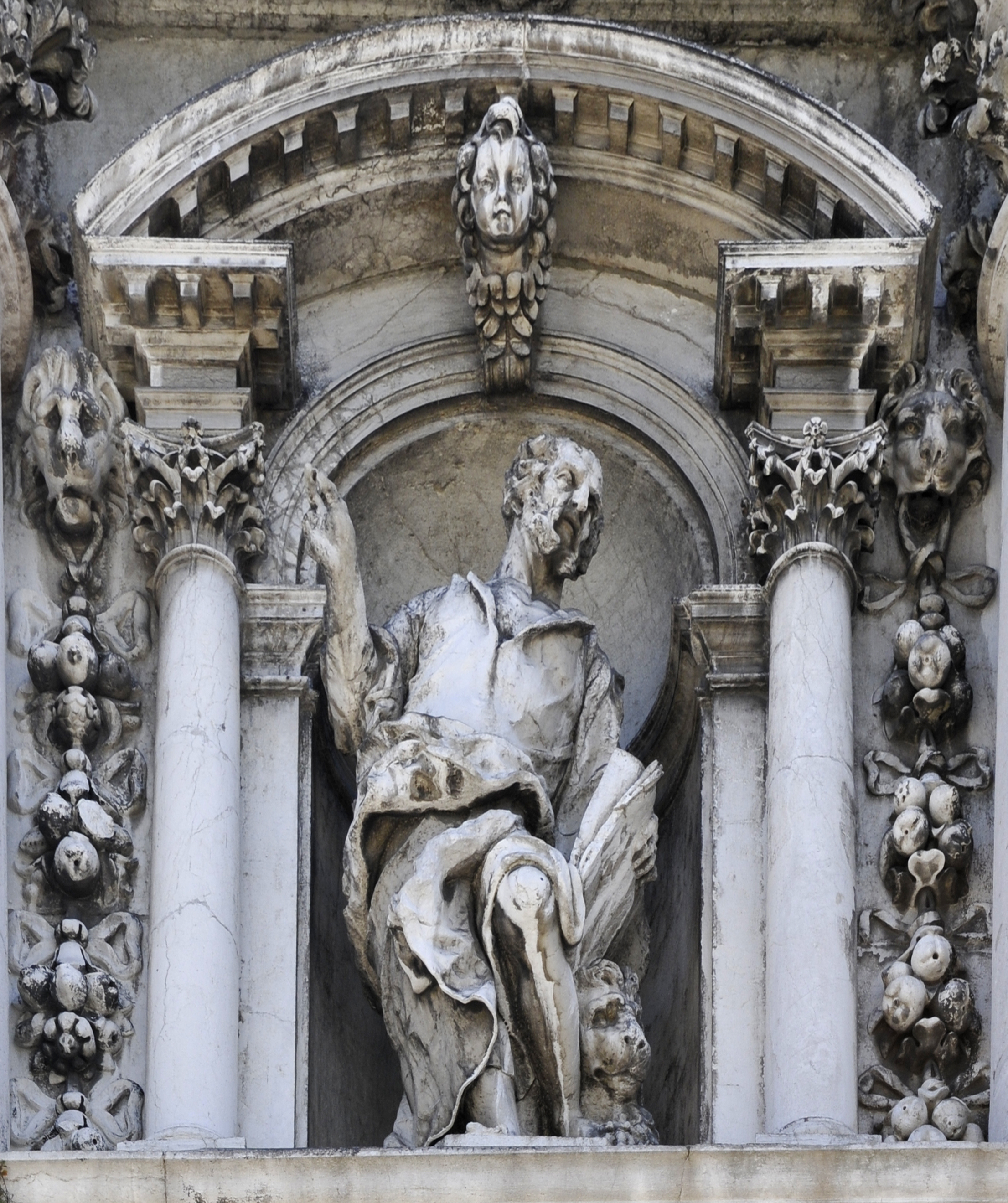
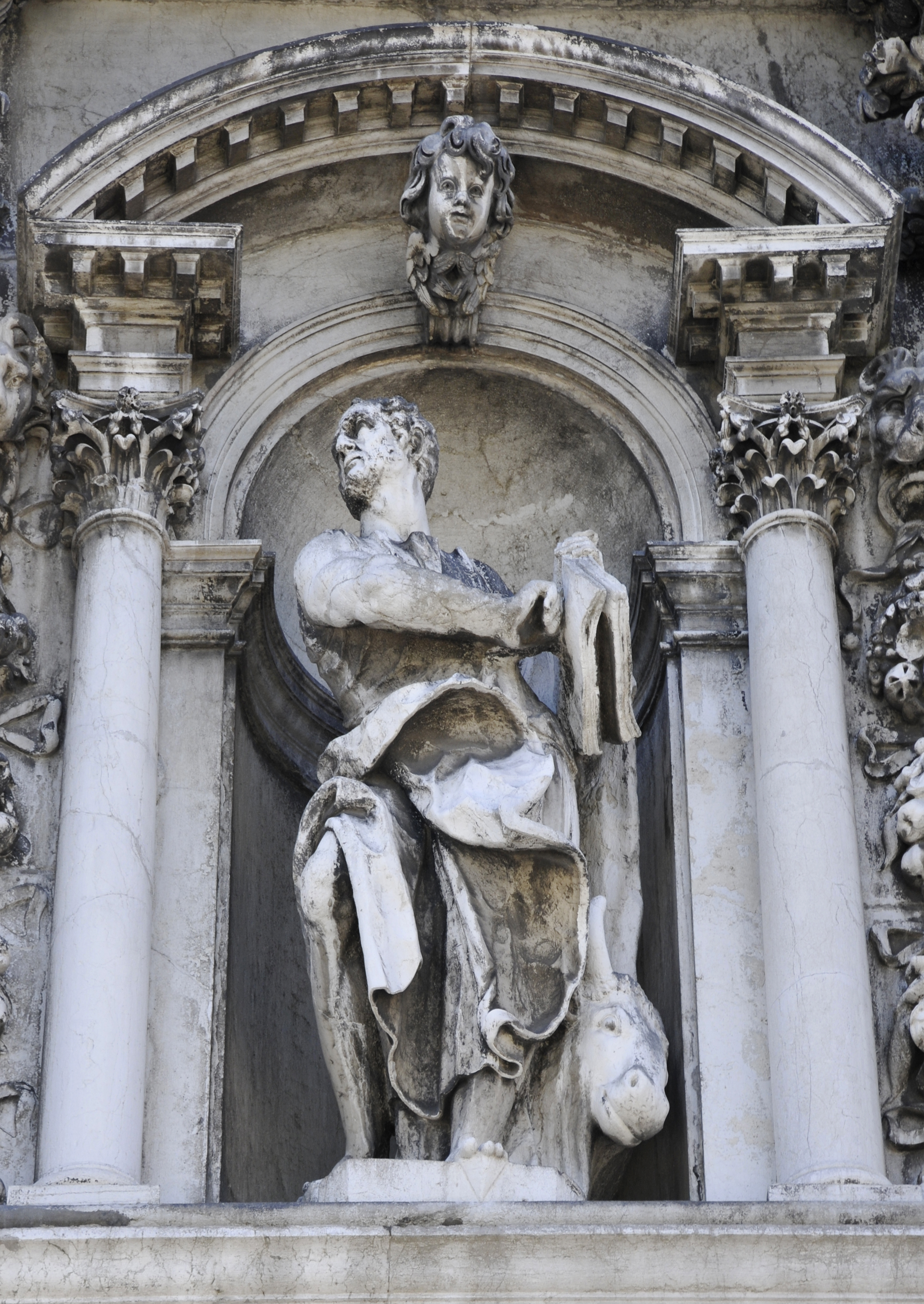
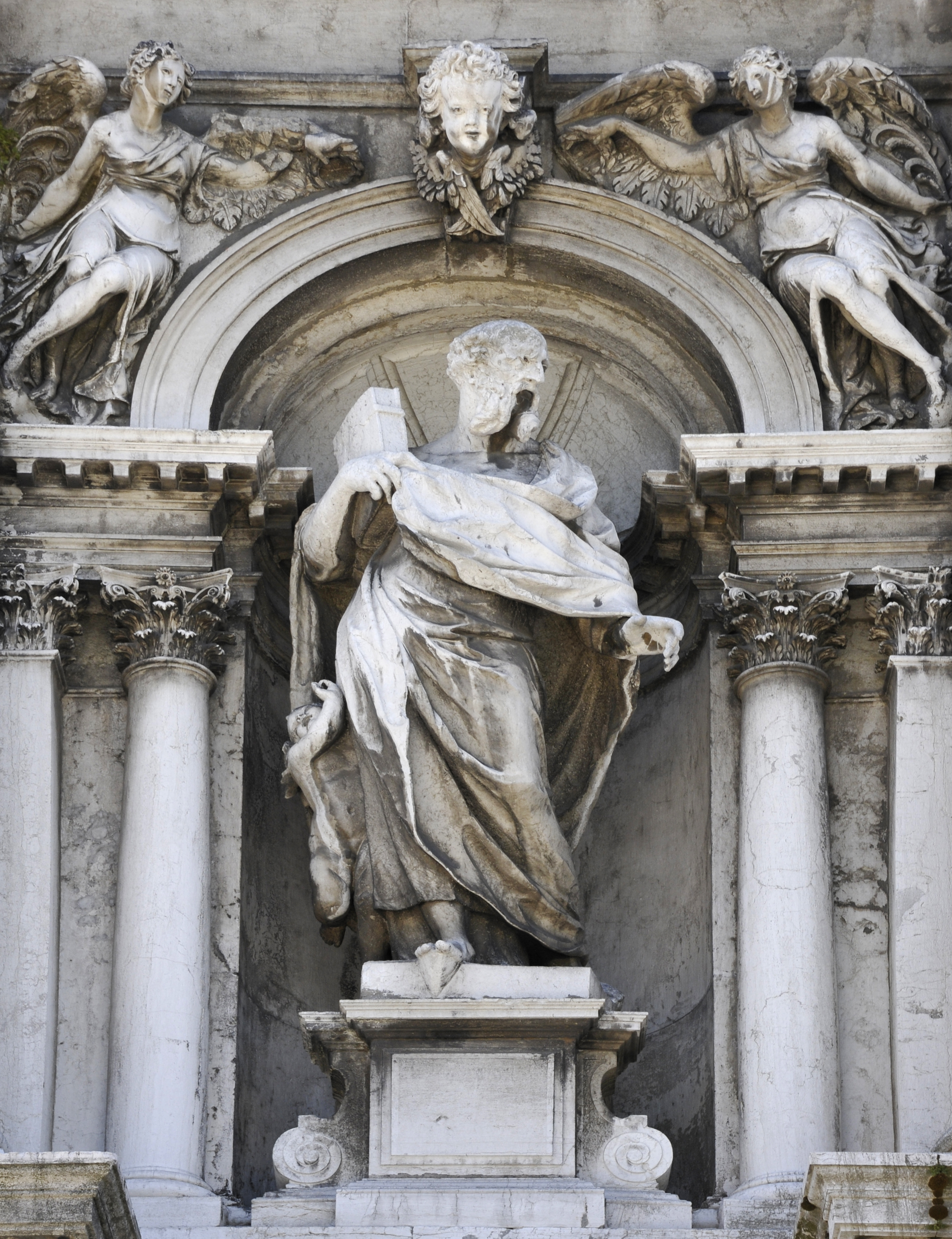
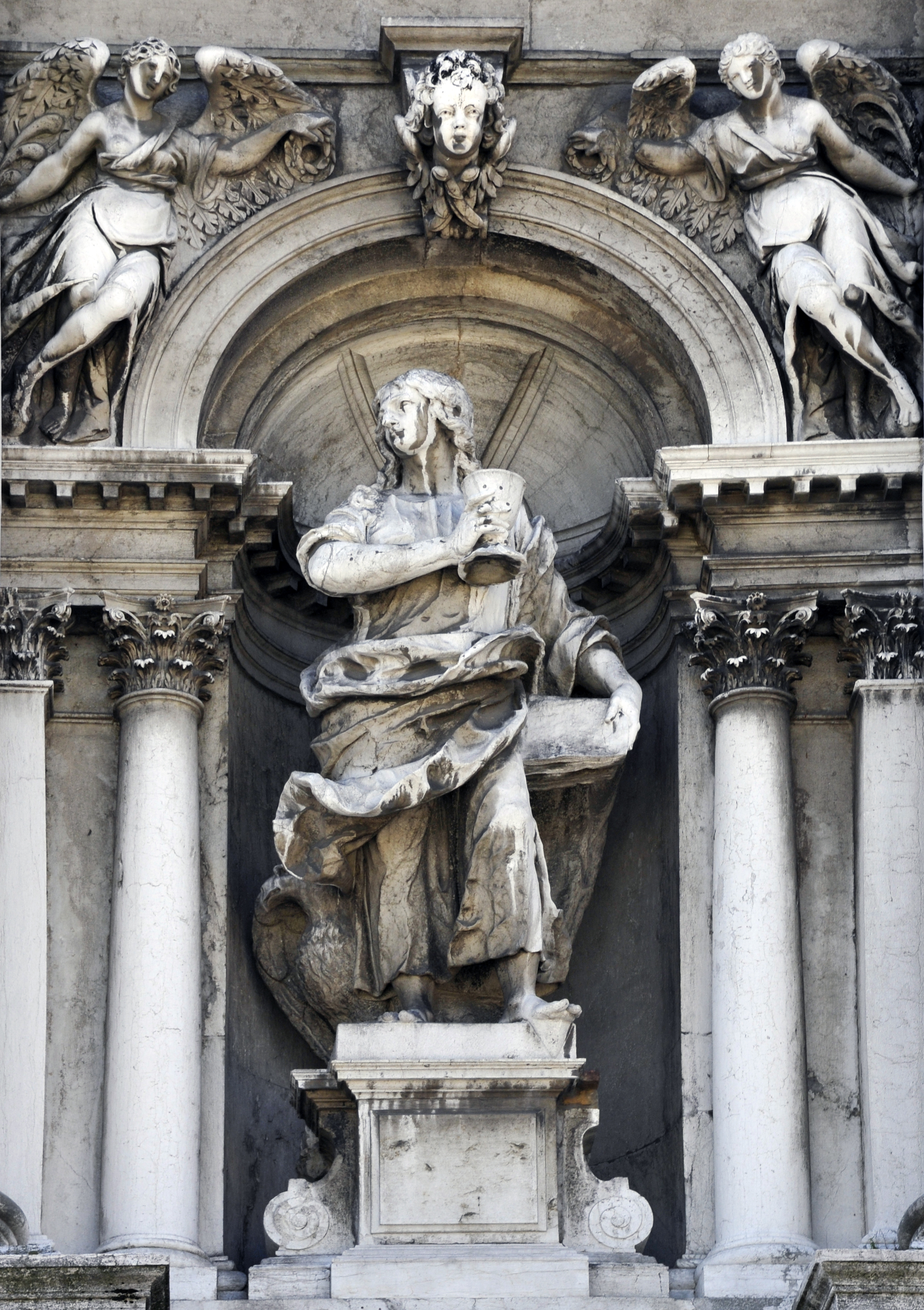